# Freix-Anglards
Freix-Anglards ist ein französischer Ort und eine Gemeinde mit 216 Einwohnern (Stand 1. Januar 2022) im Département Cantal in der Region Auvergne-Rhône-Alpes (vor 2016 Auvergne). Die Gemeinde gehört zum Arrondissement Aurillac und zum Kanton Naucelles.

## Lage
Freix-Anglards gehört zur historischen Region des Carladès und liegt etwa elf Kilometer nordnordwestlich des Stadtzentrums von Aurillac am Fluss Braulle. das Gemeindegebiet wird im Norden auch vom Flüsschen Soulane durchquert. Umgeben wird Freix-Anglards von den Nachbargemeinden Saint-Cernin im Norden und Osten, Jussac im Osten und Südosten, Ayrens im Süden und Südwesten sowie Saint-Illide im Westen und Nordwesten.

## Bevölkerungsentwicklung
| Jahr                       | 1962 | 1968 | 1975 | 1982 | 1990 | 1999 | 2006 | 2011 | 2019 |
| Einwohner                  | 476  | 427  | 369  | 328  | 274  | 195  | 183  | 202  | 222  |
| Quellen: Cassini und INSEE |      |      |      |      |      |      |      |      |      |

## Sehenswürdigkeiten
- Kirche Saint-Philippe-Saint-Jacques